# Kraurose
Die Kraurose (lat. Craurosis) ist eine chronische Hauterkrankung (Dermatose) der Vulva (Craurosis vulvae; eingeordnet als Vulvadystrophie) oder des Penis (Craurosis penis; Syn. Lichen sclerosus et atrophicus penis). Es handelt sich hierbei um Veränderungen im Übergangsepithel und dem darunter liegenden Bindegewebe mit atrophischen Hautschrumpfungen. Eine Kraurose tritt besonders häufig bei Männern und Frauen in höherem Alter auf, ist jedoch nicht auf diese beschränkt.

## Merkmale
Die Kraurose ist gekennzeichnet durch atrophische und sklerotisierende Hautveränderungen mit weißlicher Färbung, die mit Schrumpfungen von Hautpartien und schmerzhaften Einrissen sowie heftigem Juckreiz einhergehen. Dabei kann es zur Bildung von Plattenepithelkarzinomen, also Vulvakrebs oder Peniskrebs, mit früher Bildung von Metastasen kommen, weshalb die Kraurose als fakultative Präkanzerose eingestuft wird.

## Therapie
Die Behandlung der Kraurose erfolgt in frühen Stadien mit Salben, die Sexualhormone oder Corticosteroide enthalten, oder durch systemische Östrogengaben. Bei fortgeschrittener Entwicklung sowie dem Verdacht auf bösartige Tumoren werden die identifizierten Herde operativ entfernt.